# William Byron (racerförare)
William McComas Byron II, född 29 november 1997 i Charlotte i North Carolina, är en amerikansk professionell stockcarförare.
William Byron kör för närvarande bil #24, en Chevrolet Camaro ZL1 för Hendrick Motorsports på heltid i Nascar Cup Series. Han har sedan 2019 Chad Knaus som teamchef. År 2015 blev han totalsegrare i den lokala serien Nascar K&N Pro Series East med 4 segrar på 14 starter. Året efter tog han klivet upp till den nationella truckserien där han körde för Kyle Busch Motorsports. År 2017 körde Byron för JR Motorsports i Xfinity Series, en serie som han vann. Redan senare samma år skrev William Byron kontrakt med Hendrick Motorsports där det till en början var meningen att han skulle ersätta Kasey Kahne i bil #5. Bara några veckor senare meddelade Hendrick Motorsports att han kommer att ta över bil #24 av Chase Elliott som i sin tur tog över bil #9 som hans far Bill Elliott hade under större delen av sin karriär. Bil #24 kördes i 23 år av den 4-faldiga cup-mästaren Jeff Gordon och räknas som ett av Nascars klassiska bilnummer. Inför 2019 års Cup-mästerskap blev Chad Knaus teamchef för bil #24, Knaus var under många år teamchef för Jimmie Johnson. Byron tog pole position i Daytona 500 2019 och blev historisk när han som den yngsta genom tiderna tog pole i det prestigefyllda Coca-Cola 600. Byrons första cup-seger kom i det sista loppet i grundserien 2020 i Coke Zero Sugar 400 som kördes på Daytona International Speedway 29 augusti. Segern innebar att Byron blev en av de 16 förare som tog sig vidare till slutspelet.
Byron är en av två förare genom tiderna som har förärats med titeln Rookie of the Year i Nascars samtliga tre nationella serier.

## Utmärkelser
- 2015 - Nascar K&N Pro Series East Rookie of the Year
- 2016 - Nascar Camping World Truck Series Rookie of the Year[6]
- 2017 - Nascar Xfinity Series Rookie of the Year[7]
- 2018 - Monster Energy Nascar Cup Series Rookie of the Year[8]